# Schwebebahnstation Loher Brücke
| Loher Brücke (Junior Uni) | Loher Brücke (Junior Uni) |
| ------------------------- | ------------------------- |
|                           |                           |
| Eröffnung:                | 27. Juni 1903             |
| Neubau:                   | 2000                      |
| Stadtteil:                | Barmen                    |
| Lage:                     | Wasserstrecke             |
| Anschrift:                | Loher Straße 28           |
| Stationsnummer:           | 15                        |
| Streckenkilometer:        | 10,0                      |
| Stützen:                  | 355–356                   |
| Ehemaliger Name:          | Loher Brücke              |

Die Schwebebahnstation Loher Brücke (Junior Uni) ist eine Station der Wuppertaler Schwebebahn im Stadtbezirk Barmen der Stadt Wuppertal. Sie liegt auf der Wasserstrecke zwischen den Schwebebahnstationen Völklinger Straße (Richtung Vohwinkel) und Adlerbrücke (Richtung Oberbarmen).

## Lage

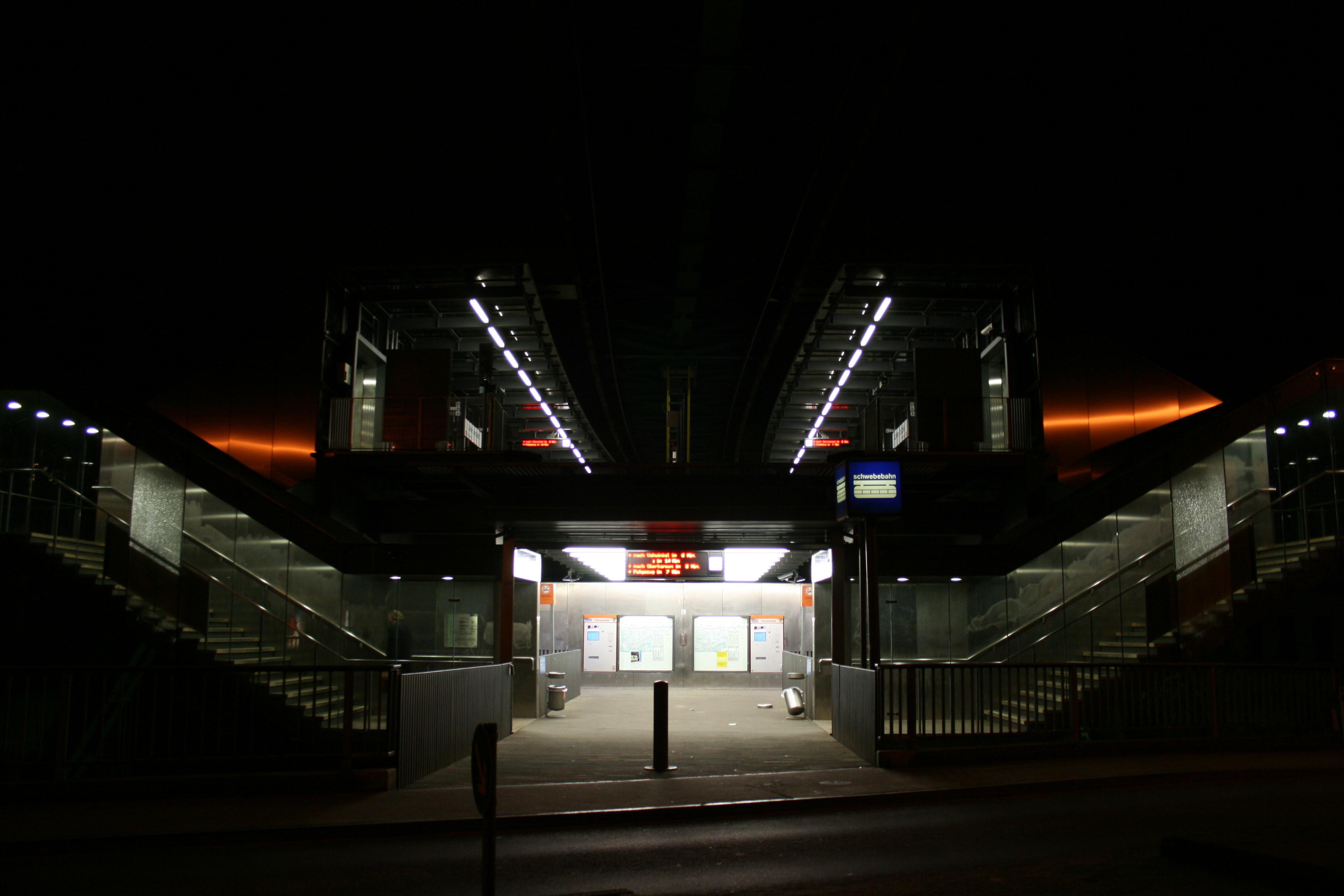
Die Station bei Nacht (2008)

Die Haltestelle Loher Brücke (Junior Uni) befindet sich in Unterbarmen in der Nähe der Unterbarmer Hauptkirche, an der namensgebenden Loher Brücke und Junior-Uni. Sie erschließt vorwiegend die Friedrich-Engels-Allee sowie den Loh und den Rott.

## Geschichte
Im Zuge der Schwebebahnmodernisierung wurde die Station 2000 komplett neu errichtet.
Seit der Eröffnung des Neubaus Ende 2013 der Junior-Uni Wuppertal direkt neben der Station trägt sie den Namenszusatz „Junior Uni“.

## Schwebebahn
| Linie | Verlauf | Takt    |
| ----- | --- | ------- |
| 60    | Vohwinkel Schwebebahn – Bruch – Hammerstein – Sonnborner Straße – Zoo/Stadion – Varresbecker Straße – Westende – Pestalozzistraße – Robert-Daum-Platz – Ohligsmühle/Stadthalle – Hauptbahnhof – Kluse – Landgericht – Völklinger Straße – Loher Brücke – Adlerbrücke – Alter Markt – Werther Brücke – Wupperfeld – Oberbarmen Bf | 3–5 min |

## Umsteigemöglichkeit
| Linie | Verlauf | Takt                       |
| ----- | --- | -------------------------- |
| 611   | W-Katernberg, Birkenhöhe Schleife – W-Elberfeld, Westende – W-Elberfeld, Hauptbahnhof – W-Unterbarmen, Loher Straße – W-Barmen Bahnhof – W-Heckinghausen, Lenneper Straße    | 20 min (NVZ, Sa+So 30 min) |
| 640   | W-Barmen, Clausenhof – W-Barmen, Loher Brücke – W-Barmen Bahnhof – W-Barmen, Heidter Berg – W-Ronsdorf, Parkstraße – W-Ronsdorf, Am Stadtbahnhof – W-Ronsdorf, Echoer Straße | 20 min (NVZ, Sa+So 30 min) |